# Harald Norpoth
Harald Norpoth ( * 22. srpna 1942) je bývalý německý atlet, běžec na střední a dlouhé tratě.

## Sportovní kariéra
Na olympiádě v roce 1964 vybojoval stříbrnou medaili v běhu na 5000 metrů. Při svém startu na mistrovství Evropy v Budapešti o dva roky později doběhl třetí v finále na 1500 metrů a druhý v závodě na 5000 metrů. Bronzovou medaili v běhu na 5000 metrů vybojoval také na mistrovství Evropy v roce 1971. Na mnichovské olympiádě o rok později obsadil v této disciplíně šesté místo. Jeho osobní rekord na této trati 13:20,49 pochází z roku 1973.